# Kathedraal van Verdun

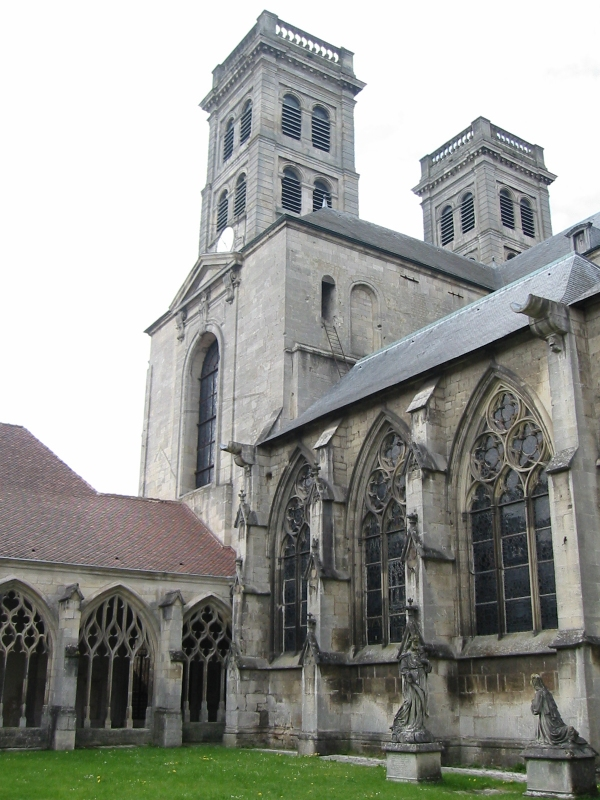
De kathedraal vanuit de kloostergang

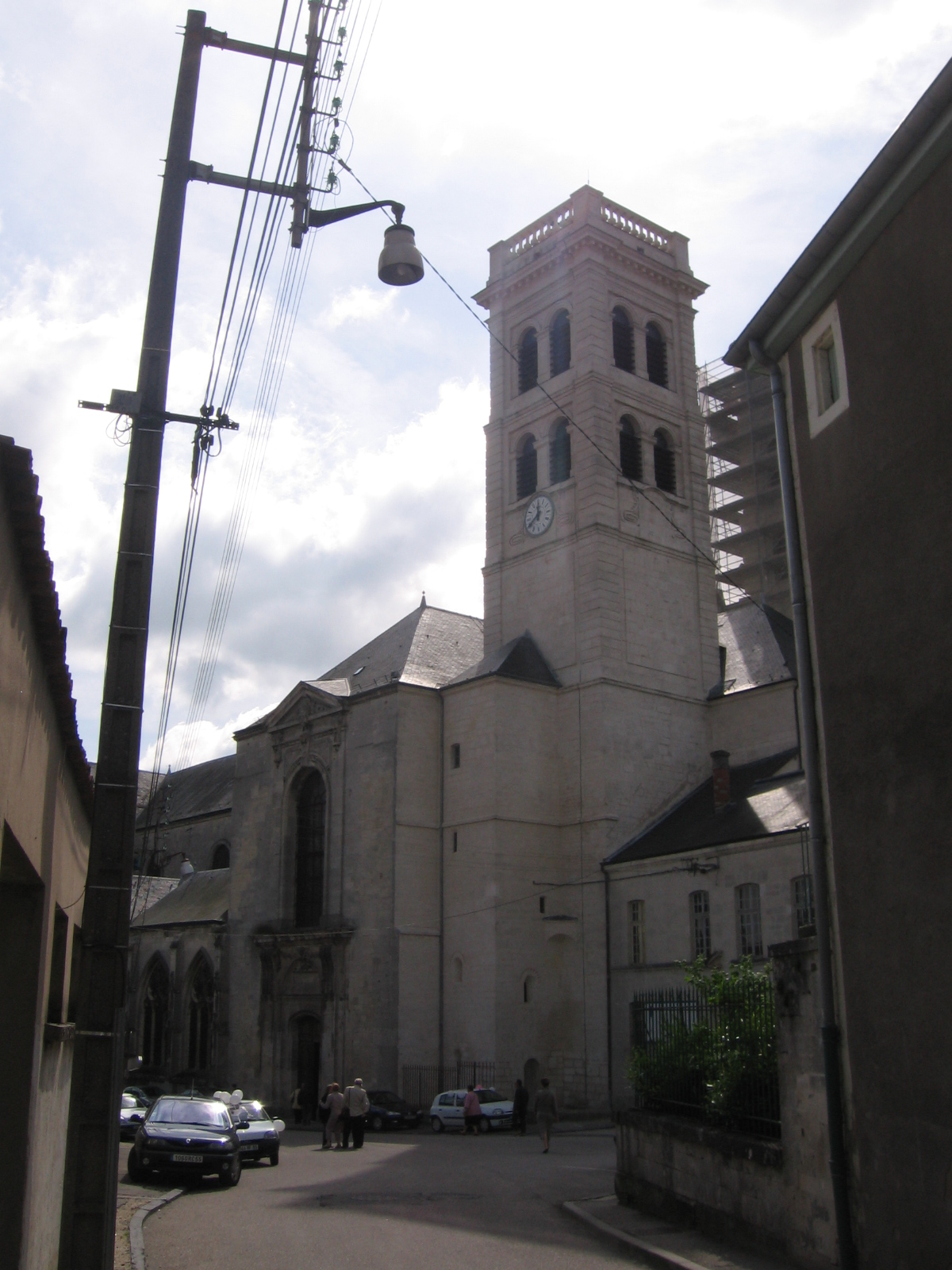
Kathedraal van Verdun

De Kathedraal van Verdun (Frans: Cathédrale Notre-Dame de Verdun) is een rooms-katholieke kathedraal in de Franse stad Verdun (regio Grand Est).
Het is de zetel van het bisdom Verdun, in vroeger tijden het prinsbisdom Verdun. De kathedraal vierde haar duizendjarig bestaan in 1990.
Het gebouw bestaat uit romaanse, gotische en barokke delen.

## Geschiedenis
Omstreeks 350 stichtte Sanctinus het bisdom Verdun. In het midden van de 9e eeuw werd het bij de kerkprovincie Trier ingedeeld. In 997 bevestigde keizer Otto II de overdracht van het graafschap Verdun door de graaf aan de bisschop. Hiermee werd de bisschop rijksvrij.
Van 990 tot 1024 werd een nieuwe kathedraal in Rijnlandse romaanse stijl, met een oost- en westkoor met telkens twee torens, gebouwd. Na schade door een brand in 1047 werd honderd jaar later de kathedraal verbouwd. Uit deze periode is het "portal de lion", dat zich naast de resten van de noordoostelijke toren bevindt. In de 12e eeuw werden de oostelijke apsis en de crypte gebouwd onder bisschop Adalbero III van Chiny.
In de 13e en 14e eeuw vond er opnieuw een verbouwing plaats, ditmaal in gotische stijl. De zijbeuken en de eerste zijkapellen werden gebouwd. Aan de zuidkant werd ook de kloostergang gebouwd.
Na een brand in 1755 onderging het gebouw opnieuw een gedaanteverandering.
De romaanse torens werden gesloopt en aan de westzijde werden de huidige baroktorens gebouwd. Het koor werd verlaagd tot het niveau van het schip. Aan de buitenzijde werden alle zichtbare romaanse delen ommetseld, inclusief het portal de lion. Ook het interieur ontsnapte niet aan deze verbouwing.
In de Eerste Wereldoorlog werd de kathedraal zwaar getroffen door de gevechten. De oostelijke vleugel werd totaal vernield. De restauratie gebeurde van 1920 tot 1936 en hierbij zijn de in de 18e eeuw verborgen delen weer tevoorschijn gekomen en gerestaureerd.
De kapitelen in de herontdekte oostelijke crypte zijn deels romaans in Bourgondische stijl. De moderne kapitelen geven het lijden van de stad in de Eerste Wereldoorlog aan.

## Galerij

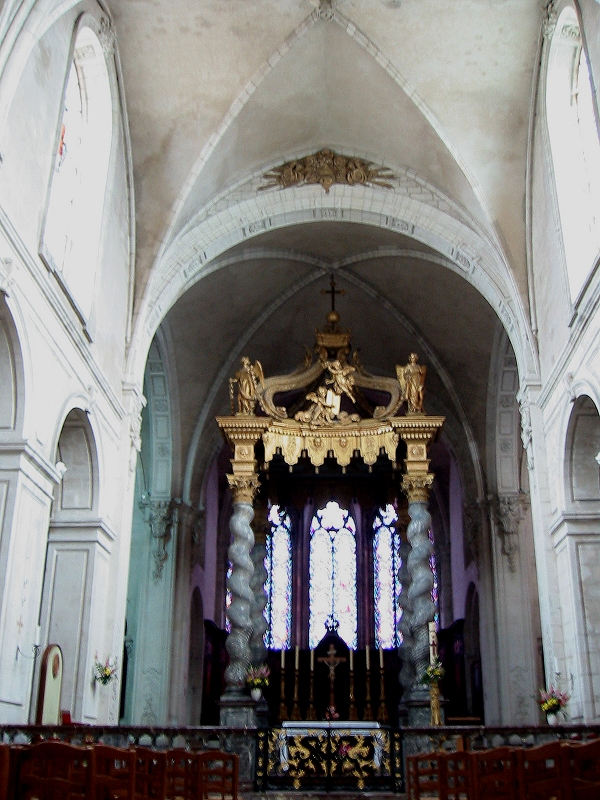
Marmeren baldakijn
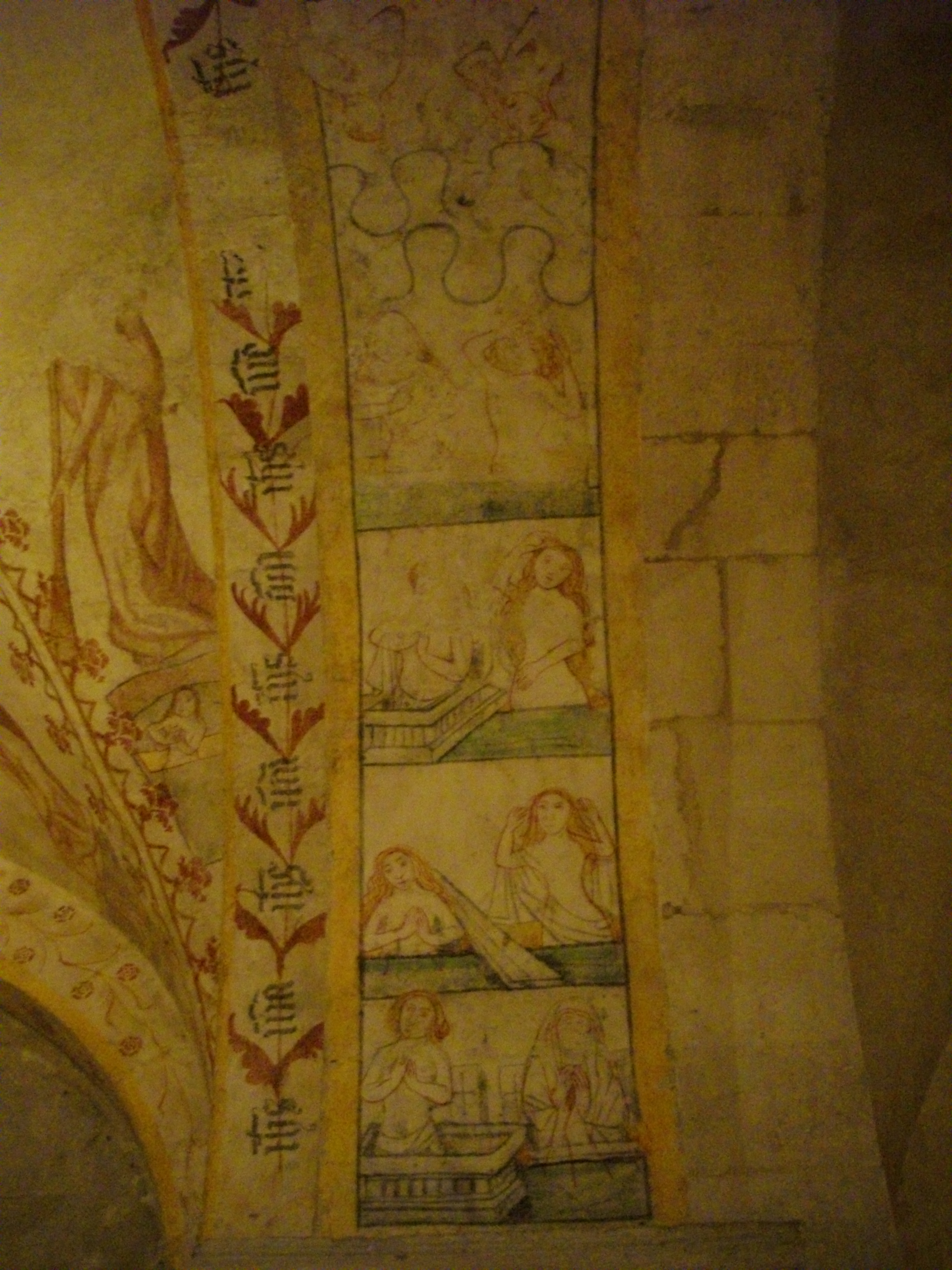
Fresco's in de crypte; uitbeelding van de Verrijzenis
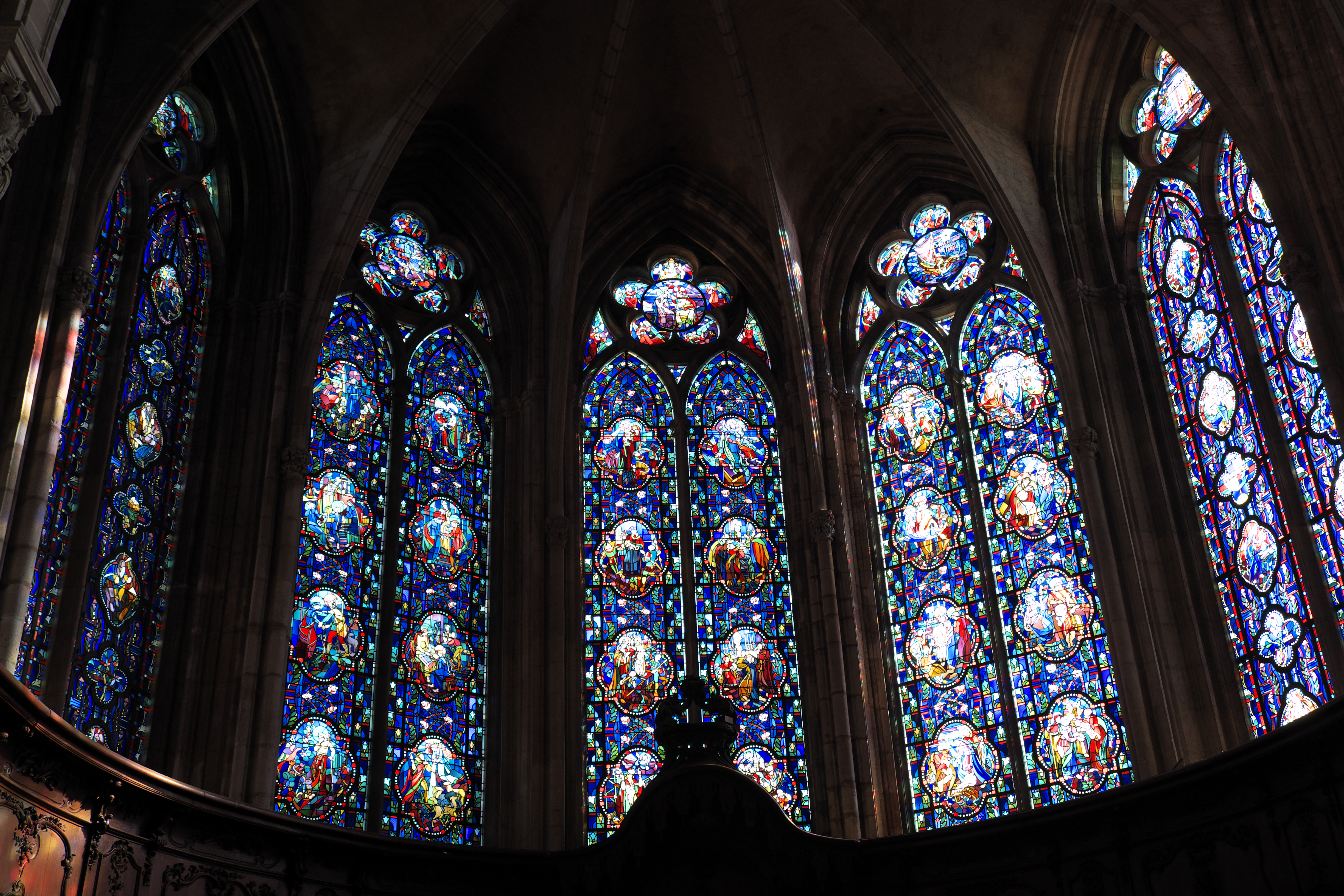
Glasramen in het koor
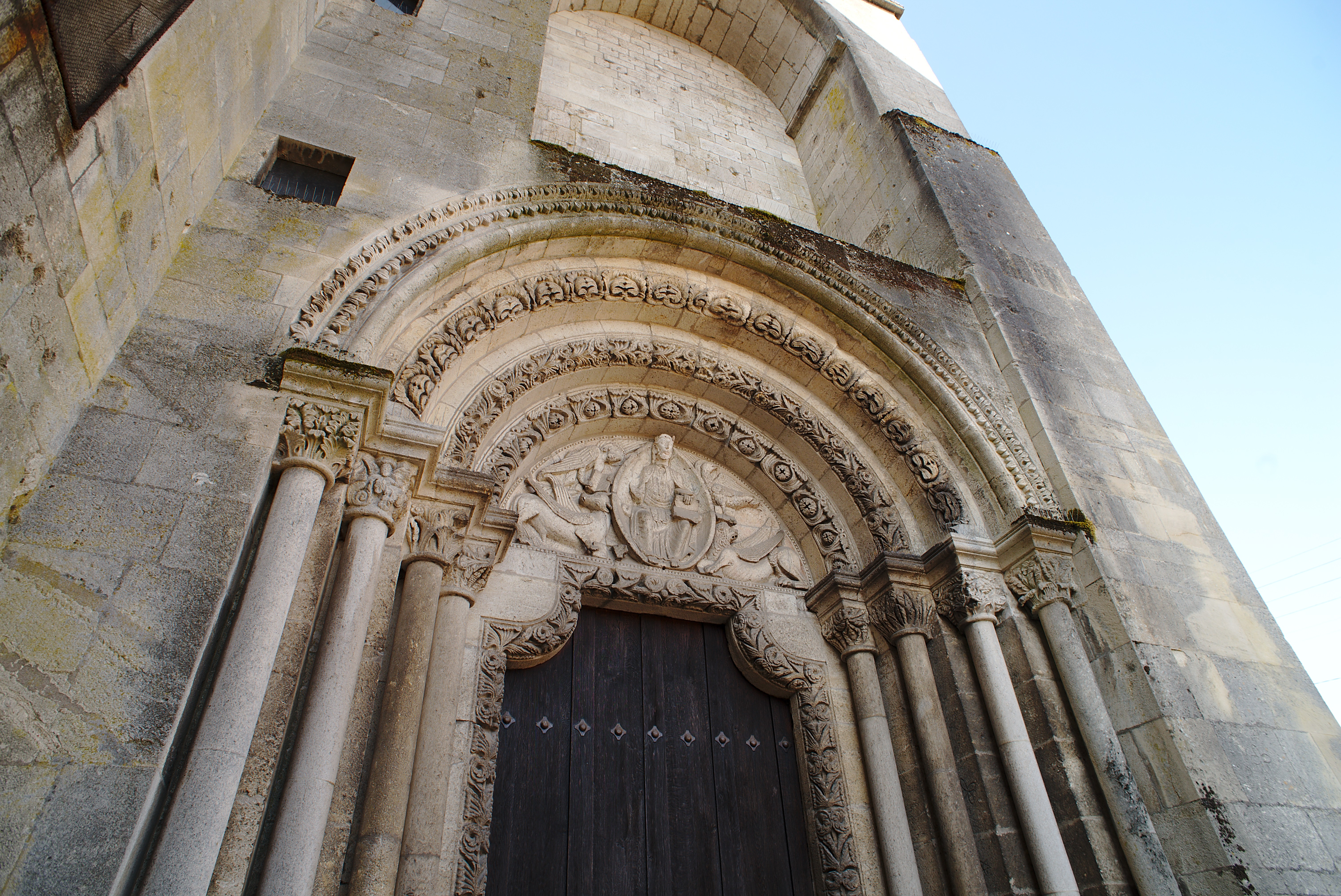
Portail de lion
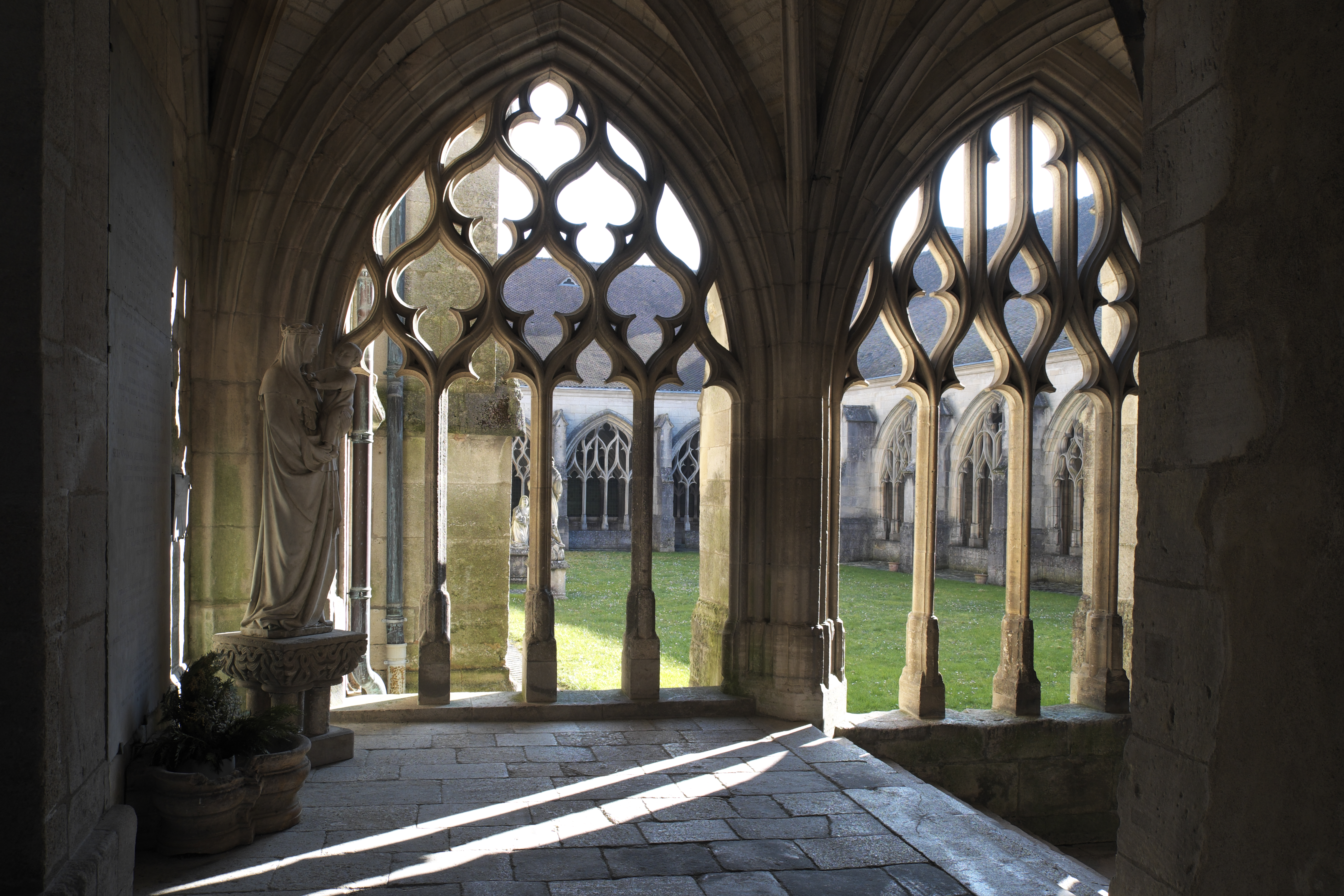
Kloostergang naast de kathedraal